# 因他瓦罗罗·素里亚翁
因他瓦罗罗·素里亚翁（皇家轉寫：Inthawarorot Suriyawong；1859年5月6日—1910年），是清迈王国七王子王朝第八代昭勐（君主），1901年至1910年在位。

## 生平
因他瓦罗罗是七王子王朝第七代昭勐因他威差亚暖之子，1901年接替父亲成为第八代昭勐，但因暹罗国王拉瑪五世及其弟丹龍·拉差努帕在泰北實施蒙通制度，将清迈、帕尧等邦並为一省，取得实际管理权，因他瓦罗罗只是清迈的虚位领袖:64。在位期间，曼谷当局开始在清迈建设公共工程，推行新式教育，因他瓦罗罗先后向当局捐赠了新旧两座王宫，以供王太子学校、省级监狱使用。